# X-Men vs. Street Fighter
X-Men vs. Street Fighter es un videojuego de arcade que mezcla personajes y mecánicas del cómic X-Men (más concretamente los diseños del juego X-Men: Children of the Atom) y Street Fighter Alpha 2. Creado por la empresa Capcom en 1996, su característica más destacable es el combate por parejas. En posterioridad esta mezcla o fusión de juegos de pelea se llamaría Crossover. Es la primera entrega de la serie Marvel vs. Capcom.
La idea de este "Crossover" pudo tener su origen en el juego X-Men: Children of the Atom, ya que en el mismo se tenía como personaje secreto a Akuma (Gouki en Japón) y es uno de los personajes antagónicos principales en Street Fighter y otros juegos de Capcom. Posteriormente se refuerza esta idea al salir el juego Marvel Super Heroes, teniendo como personaje secreto a Anita, una niña con poderes que tiene como referencia los juegos de pelea Darkstalkers (también de la misma Capcom). Al final queda expuesto que queda una unicidad entre los juegos de Capcom, en pocas palabras su Universo.
Este juego serviría de trampolín para los futuros: Marvel Super Heroes vs. Street Fighter en 1997, Marvel vs. Capcom: Clash of Super Heroes en 1998, Marvel vs. Capcom 2: New Age of Heroes en 2000, Marvel vs. Capcom 3: Fate of Two Worlds, Ultimate Marvel vs. Capcom 3 en 2011 y Marvel vs. Capcom: Infinite en 2017.
Con anterioridad, salió en 1994 para arcade, X-Men: Children of the Atom, uno de los numerosos juegos basados en X-Men de la época, su particularidad era que es del género de lucha 1 vs 1, el primero de capcom después de Street Fighter y también el primero basado en una licencia de cómic, hubo una continuación, pero con todos los personajes de Marvel (Marvel Super Heroes) igualmente de peleas y con la misma mecánica. La continuación fue este X-Men vs. Street Fighter, que incorpora los personajes de Street Fighter manteniendo el estilo de juego, con la inclusión de lucha en pareja, diferenciado de los juegos basados en personajes de la Marvel, por parte de Capcom.

## Características
La forma de manejar a los personajes es igual a la mayoría de los juegos capcom, seis botones, tres para golpes y otros tres para patadas de distinta intensidad, los personajes poseen poderes muy espectaculares con incesante destellos de luz, la pantalla sube y en realidad hay dos niveles, pero sin zum, así que si un personaje da un tremendo salto, no se ve el que esté abajo, haciendo la jugabilidad muy peculiar, las combinación de botones para sacar los ataques es mucho más fácil que en otros juegos de lucha. Los especiales son uno de los mayores atractivos del juego, siendo constantes, debido a que la barra de energía para sacarlo se llena rápidamente.

## Personajes

### X-Men
- Cyclops: Líder de batalla de los X-Men. Dispara potentes rayos de calor de sus ojos, pero no puede controlarlos, por lo que tiene que usar unas gafas especiales.
- Wolverine: Uno de los X-Men más populares. Tiene gran resistencia física por su factor de curación (no referente en el juego) y por su esqueleto de Adamantium, mismo metal que cubren sus garras retráctiles, con las que ataca.
- Rogue: Es una misteriosa joven muy fuerte, con la habilidad de drenar el poder de su oponente y usarlo para sí. En el juego puede recrear un ataque de su oponente luego de drenar su poder.
- Storm: Una de las X-Men más experimentadas, capaz de controlar los fenómenos climáticos y volar.
- Gambit: Con sus manos puede dar una carga explosiva a todo lo que toca, en especial un mazo de cartas de póker que arroja como armas.
- Juggernaut: Es una montaña de músculos, lo que lo hace poderoso y casi intocable. Es el medio hermano del Profesor Xavier.
- Sabretooth: Fue compañero de Wolverine en el pasado, pero ahora son enemigos declarados. Es una bestia, pero a pesar de su tamaño es tan ágil como su rival. Su asistente lo ayuda en varios ataques.
- Magneto: Es el rival más persistente de los X-Men, buscando la supremacía de los mutantes sobre los humanos. Controla a gran escala el magnetismo terrestre.

### Street Fighter
- Ryu: Un consumado luchador de artes marciales y la cara de Capcom. Discípulo del maestro Gouken, recorre el mundo en busca de los peleadores más fuertes.
- Ken: Mejor amigo y compañero de Ryu, es a la vez un empresario estadounidense. A pesar de practicar el mismo estilo de lucha que Ryu, Ken usa más frecuentemente ataques cuerpo a cuerpo
- Chun-Li: Es una conocida agente de la Interpol, la cual va tras la pista de la organización Shadaloo, quienes asesinaron a su padre. Su principal arma son sus patadas.
- Dhalsim: Practicante y maestro del Yoga, logró con su concentración la plasticidad extrema de su cuerpo, levitar y escupir fuego.
- Zangief: Experto y aguerrido en la lucha libre, sus llaves y tomas son más poderosas que el promedio, gracias a su arduo entrenamiento.
- Cammy: Exintegrante del MI6 británico, y a la vez exagente de Shadaloo, ataca con extrema agilidad y sigilo.
- Charlie: Nash en la versión japonesa. Un militar estadounidense y mejor amigo del coronel Guile con el que compartió el entrenamiento militar. También va a la caza de Shadaloo.
- M. Bison: Vega en la versión japonesa. El jefe y fundador de la organización Shadaloo, usa el Psycho Drive que el mismo creó para obtener poder.
- Akuma: Gouki en la versión japonesa. Personaje secreto del juego, combina características de Ryu y Ken, al ser el hermano de Gouken, maestro de ambos. Pero a diferencia de él, Akuma explota la variante siniestra del estilo.

### Jefe final
- Apocalypse: Es el mutante más poderoso y longevo del que se tiene conocimiento. Es el jefe final del juego y ocupa casi toda la pantalla. Realmente es el penúltimo luchador, ya que para pasarse el juego, el último escollo es luchar con el compañero que se eligió como pareja al comenzar la partida, uno contra uno.

### Principales peleas
- Cyclops vs Ryu
- Gambit vs Ken
- Magneto vs M. Bison
- Wolverine vs Akuma

### Cameos
- En el ending de Cammy
  - Matsu'o Tsurayaba y The Hand
  - Psylocke
  - Miembros de Delta Red
- En el ending de Charlie
  - Guile
- En el ending de Chun Li
  - Charles Xavier - Professor X
  - Archangel
  - Iceman
  - Beast
  - Jean Grey
- En el ending de Dhalsim
  - Sally (esposa)
  - Dhata (hijo)
- En el ending de Juggernaut
  - Hulk (Mencionado)
- En el ending de Ken
  - Eliza (esposa)
  - Mel (hijo)
- En el ending de Magneto
  - Sagat
  - Balrog
  - Vega
- En el ending de Storm
  - Sakura Kasugano
  - Dan Hibiki
  - Forge
  - Shuma-Gorath
- En el ending de Wolverine
  - Jubilee
- En el ending de Zangief
  - Colossus
  - Omega Red
- Como asistente y en el ending de Sabretooth
  - Birdy
- En el escenario Death Valley
  - Blanka
  - Beast (reemplaza a Blanka si alguno de los peleadores es Charlie. Referencia a la película Street Fighter: La última batalla en donde Charlie y Blanka son el mismo personaje)
- En el escenario Mall Mayhem
  - Roll (en la versión de la serie animada de Megaman de Ruby-Spears)
- En el escenario Apocalypse Now
  - Forge
  - Morpho
  - Beast
  - Psylocke
  - Blanka
  - Dan Hibiki

## Conversiones
El juego, debido a la enorme cantidad de cuadros por segundo para las animaciones de los personajes, sumado al hecho de almacenar hasta cuatro personajes en la memoria, fue una complicación enorme para los programadores el convertir a los sistemas caseros. Las consolas de 16 bit (Super Nintendo y Sega Genesis/Sega Mega Drive), fueron descartadas, al igual que los otros juegos de lucha basados en Marvel. En Super Nintendo se lanzaron juegos de Marvel alternativos, como un arcade de plataformas, que no tenía nada que ver con los juegos de Máquinas Recreativas. 
Las versiones domésticas se pusieron a la venta en las consolas Sega Saturn (en 1997 exclusivamente en Japón) y PlayStation (en 1998). La conversión para PlayStation, en que se basó el juego, perdió calidad gráfica y se eliminó el modo 2 vs 2, que es prácticamente la mayor gracia del juego (esta versión es conocida en Japón como X-Men Vs. Street Fighter EX Edition). En la consola Sega Saturn se mantuvieron intactas todas las animaciones y modos de la recreativa, y los gráficos fueron completamente fieles al arcade, pero el juego necesitaba de un cartucho especial de expansión de 4 megabytes de memoria ram para funcionar, el cual se insertaba en la parte trasera de la consola. Dicho cartucho también se empleó para realizar conversiones "pixel-perfect" de otros juegos de recreativa como Marvel Super Heroes vs. Street Fighter, Darkstalkers o Street Fighter Alpha 3, entre otros.
En el año 2024 el juego fue incluido en el recopilatorio Marvel vs. Capcom Fighting Collection: Arcade Classics para PlayStation 4, Nintendo Switch y Steam.